# Influenza elleni védőoltás
Az  influenza elleni védőoltás olyan vakcina, amely védelmet nyújt az influenza ellen. Évente kétszer új oltóanyag-változatot kell kifejleszteni, mivel az influenzavírus gyorsan változik. A vakcina hatékonysága minden évben más, ám a legtöbbször közepes vagy magas védettséget nyújt az influenza ellen. A gyermekek beoltása a környezetükben élőknek is védelmet nyújthat, de az, hogy az oltóanyag a 65 év felettiek körében milyen hatékony, nem ismert, ugyanis az e csoportra vonatkozó tudományos vizsgálati eredmények nem meggyőzőek.
Az Egészségügyi Világszervezet és az Amerikai Járványügyi Ellenőrző és Megelőző Központ (Centers for Disease Control and Prevention, CDC) egyaránt azt javasolja, hogy hat hónapos kortól a lehető legtöbb ember kapjon évente oltást. Ez különösen igaz a várandós nőkre, a hat hónap és öt év közötti gyermekekre, az egyéb egészségügyi problémákkal küzdő személyekre, a bennszülött amerikaiakra és az egészségügyi dolgozókra.
Az oltóanyag általában biztonságos. A gyermekek 5–10%-ánál láz, izomfájdalom vagy fáradtság léphet fel. A vakcina bizonyos években Guillain–Barré-szindrómát okoz az idősebbek körében, körülbelül egymillió esetből egyszer. Azok, akik súlyosan allergiásak a vakcina korábbi változataira, nem kaphatnak védőoltást.  Bár a vakcinák többsége tojás felhasználásával készül, ajánlhatók a tojásra allergiásoknak is. Azonban súlyos tojásallergia esetén fokozott elővigyázatosság szükséges.  Az oltóanyag vagy inaktív, vagy gyengített vírust tartalmaz. Várandósság esetén az inaktív vírust tartalmazó vakcinát alkalmazzák. Az oltóanyagot vagy izomba, illetve a bőr középső rétegébe fecskendezik, vagy az orrba permetezik .
Az influenza elleni védőoltás az 1930-as években jelent meg, az Egyesült Államokban 1945 elején lett a szélesebb nyilvánosság számára is elérhető. Az oltóanyag szerepel az Egészségügyi Világszervezet alapvető gyógyszereket tartalmazó listáján, amely az egészségügyi alapellátásban szükséges legfontosabb gyógyszereket sorolja fel.

## Fordítás
- Ez a szócikk részben vagy egészben  az   Influenza vaccine című angol Wikipédia-szócikk ezen változatának fordításán alapul.  Az eredeti cikk szerkesztőit annak laptörténete sorolja fel. Ez a jelzés csupán a megfogalmazás eredetét és a szerzői jogokat jelzi, nem szolgál a cikkben szereplő információk forrásmegjelöléseként.